# Faixa amb gap alcista
Faixa amb gap alcista o Tasuki amb gap alcista (en anglès: Bullish Upside Tasuki Gap) és un patró d'espelmes japoneses que, malgrat l'espelma negra llarga, indica continuïtat de la tendència alcista doncs l'espelma negra és solament una presa de beneficis. És una variant, poc freqüent, del Triple formació amb gap alcista però sense omplir el gap alcista previ.

## Criteri de reconeixement
1. La tendència prèvia és alcista
2. Es formen dues espelmes blanques, amb un fort gap alcista entre elles
3. Al tercer dia es forma una espelma negra llarga, que obra en el cos de l'anterior i no omple totalment el gap previ

## Explicació
La Faixa amb gap alcista és un patró que apareix enmig d'una tendència alcista. Les dues espelmes blanques indiquen que la tendència és alcista, i el fort gap alcista evidencia que aquesta és forta. Tot i així el tercer dia s'obre per dessota de l'anterior i es forma un espelma negra, però que no omple completament el gap previ. Si la tendència anterior era fortament alcista i s'havia produït sobrecompra, la presa de beneficis que representa l'espelma negra tan sols serà un intermedi en aquesta tendència. Al no omplirt-se completament el gap alcista previ, aquest es converteix en un bon suport.

## Factors importants
És important comprovar que no es produeix un augment significatiu del volum en l'espelma blanca. És imprescindible que el gap baixista format no sigui omplert en cap moment, de manera que actua com a poderós suport. Malgrat la força dels bulls i la presa de beneficis, se suggereix esperar l'endemà per confirmar la continuació de la tendència en form d'espelma blanca amb tancament superior o obertura amb gap alcista.